# Жюврекур
Жювреку́р (фр. Juvrecourt) — коммуна во французском департаменте Мёрт и Мозель региона Лотарингия. Относится к  кантону Арракур.	

## География

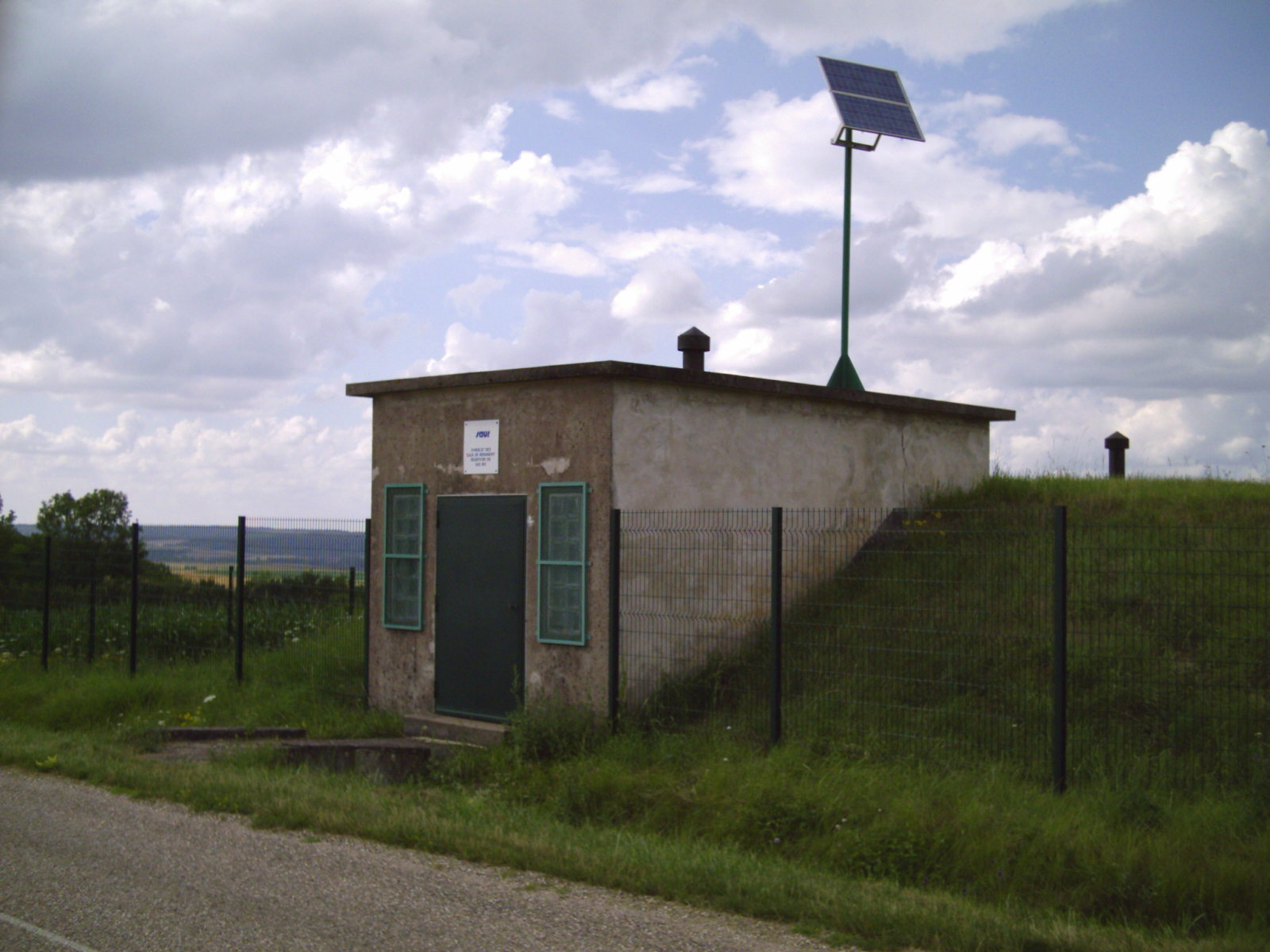
Резервуар воды у Жюврекура.

Жюврекур расположен в 29 км к востоку от Нанси. Южную часть коммуны пересекает Лутр-Нуар, приток река Сей. Соседние коммуны: Муайянвик на севере, Ксанре на северо-востоке, Безанж-ла-Петит на юго-востоке, Решикур-ла-Петит на юге, Арракур на юго-западе.

## История
- Название происходит от галльского корня gabros (коза), преобразованного в Givry. Суффикс court (от латинского -curtis, «сельская местность»).
- На протяжении своей долгой истории коммуна была известна под многими названиями. В 1152 году упоминалась как Givricourt.
- Коммуна была приграничной с Германией в 1870-1914 годах.

## Демография
Население коммуны на 2010 год составляло 67 человек.
| 1962 | 1968 | 1975 | 1982 | 1990 | 1999 | 2010 |
| ---- | ---- | ---- | ---- | ---- | ---- | ---- |
| 73   | 62   | 57   | 49   | 51   | 54   | 67   |